# Дунсянский язык
Дунсянский язык (широнгол-монгольский, санта, саньта) — язык народа дунсян, один из монгольских языков. Близко родственен баоаньскому языку.

## Лингвогеография

### Ареал и численность
По переписи 2000 г. в КНР насчитывалось 513 805 дунсян, из них лишь около половины говорит по-дунсянски.
Дунсянский язык распространён в провинции Ганьсу, а именно в Дунсянском автономном уезде (东乡族自治县, Dongxiang Autonomous County) Линься-хуэйского автономного округа (临夏回族自治州, Linxia Hui Autonomous Prefecture) и соседних уездах и округах. Меньшее число дунсян (55 841 по переписи 2000 г.) проживает в Синьцзян-Уйгурском автономном районе.

### Социолингвистические сведения
Дунсянский — разговорный язык, применяемый лишь в обиходно-бытовой сфере как средство общения населения данного автономного уезда. Молодежь и работники административных учреждений в некоторых ситуациях общения пользуются китайским языком.

### Диалекты
Диалектная система отсутствует.

## Письменность
До последнего времени дунсянский язык не имел письменности, а сами дунсян были одним из самых неграмотных народов Китая. В среднем один дунсянин заканчивал лишь 1,1 год школы.
В 2004 году Фордовский фонд выделил грант на 30 тысяч долларов для организации двуязычного образования на дунсянском и китайском, чтобы повысить уровень образования дунсян. В рамках проекта был издан дунсян-китайский словарь. В 2007 году был издан первый дунсянский букварь, в котором используется экспериментальный алфавит на основе латинского. Алфавит содержит следующие буквы: A a, B b, C c, Ch ch, D d, E e, F f, G g, Gh gh, Gv gv, H h, Hh hh, I i, Ii ii, J j, K k, Kh kh, L l, M m, N n, O o, P p, Q q, R r, S s, Sh sh, T t, U u, W w, X x, Y y, Z z, Zh zh.

## Лингвистическая характеристика
Несколько вводных строк: агглютинация/изоляция/фузия, типологически яркие особенности

### Фонетика и фонология
Наиболее существенными особенностями вокализма дунсянского являются:
- отсутствие огубленных гласных переднего ряда (< ö и ü);
- наличие гласного заднего ряда ы (лачын (листва), чына- (варить));
- отсутствие гармонии гласных по долготе/краткости;
- отсутствие гармонии гласных в том строгом виде, в каком она проявляется в монгольских языках центральной ветви (сандэ (гребенку), сумэеэла (шилом)), чему, по-видимому, способствовало постепенное передвижение гласных переднего ряда в более заднюю позицию.

Ударение экспираторное, падает на первый слог слова. Отсутствует оппозиция долгота/краткость гласных. Нет строго выдержанной гармонии гласных.

### Морфология
Дунсянский язык относится к агглютинативному типу языков. В нём весь процесс формальных изменений осуществляется путем последовательного присоединения суффиксов к неизменяемым основам или корням. В отличие от северномонгольских языков, в дунсянском суффиксы наращиваются без учета характера огласовки основы слова.

### Синтаксис
В дунсянском зафиксированы лишь сложные предложения, образующиеся соположением простых предложений, без формальных показателей синтаксической связи.

### Лексика
Помимо исконно монгольских слов, в лексическом составе встречаются слова из соседнего неродственного ему китайского языка, с носителями которого дунсяне много веков живут рядом. Незначительная часть лексики, в частности, имена собственные, являются по происхождению тюркскими.